# Dariusz Dziurzyński
Dariusz Dziurzyński (ur. 1973 w Warszawie) poeta, wykładowca uniwersytecki na Uniwersytecie Warszawskim i tłumacz literatury.
Debiutował wierszami autorskimi na łamach „Powściągliwości i Pracy” w 1995, dwa lata później debiut w prasie literackiej („Fraza” i „Topos”). W 1995 ukazał się jego  arkusz poetycki Zguba. Pierwszy tomik pt. Epitafia wydał w 2001 nakładem Wydawnictwa Wydziału Polonistyki Uniwersytetu Warszawskiego. Dalsze książki poetyckie: Metrum (Nowy Świat, Warszawa 2005), Symultana (Jirafa Roja, Warszawa 2010), Epitafia. Remake (ANAGRAM, Warszawa 2013), Poliptyk. Wiersze (ANAGRAM, Warszawa 2016). W 2010 wespół z tłumaczką Alicją Ślusarską przygotował dwujęzyczny tom przekładów wierszy Borisa Viana À nageoires. Choix de poèmes / W hołdzie płetwom. Wybór wierszy (Zeszyty Poetyckie, Gniezno 2011). Współpracownik redakcji opolskiego „Red.a” (2007–2012), „Zeszytów Poetyckich” i „Przeglądu Filozoficzno-Literackiego”. Wiersze, recenzje, eseje i przekłady publikował na łamach prasy papierowej i elektronicznej, m.in.: „Twórczości”, „Odry”, „Toposu”, „Frazy”, „Wyspy”, „Tygla Kultury”, „Portretu”,  „Nowej Okolicy Poetów”, „Tekstualiów”, „Inter-” i „Helikoptera”.
Laureat Warszawskiej Jesieni Poezji (1994), Łódzkiej Wiosny Poetów (1995), Nagród Rektorskich Uniwersytetu im. Adama Mickiewicza w Poznaniu i Uniwersytetu Opolskiego (Konkurs „O Gałązkę Oliwną” 2003), Konkursu im. Cypriana Norwida (2008) i „Przeciw Poetom” im. Witolda Gombrowicza (2008).
Obronił pracę doktorską pt. Oblicza nieświadomości i satanizmu. Proza Stanisława Przybyszewskiego w kręgu fantastyki i inspiracji naturalistycznych (promotorka: Danuta Knysz-Tomaszewska), której pokłosiem jest publikacja Przybyszewski fantastyczny. Między patologią a satanizmem (Warszawa 2017). Zatrudniony w Instytucie Polonistyki Stosowanej Wydziału Polonistyki UW jako adiunkt, który naucza edytorstwa naukowego, sztuki przekładu, historii literatury XIX i XX w., i koordynuje Polsko-Belgijskie Studia Stosowane Master en Langues et Cultures de l’Europe Centrale UW – ULB. Członek Stowarzyszenia Pisarzy Polskich.
W 2016 roku wydał tom Poliptyk..., zawierający m.in. cykl wierszy o kotach pod autorską nazwą gatunkową „felinostychy”.
Był redaktorem poezji Zdzisława Mikłaszewicza i Bożeny Kaczorowskiej.